# Money slave
Money Slave o Findom (Financial Domination) è una pratica feticista rientrante nell'ambito della dominazione sessuale, in cui abitualmente un sottomesso uomo o una sottomessa donna fornisce doni e denaro a un dominatore o dominatrice sentendosi così appagato, eccitato e soddisfatto.

## Descrizione
La relazione può spesso essere accompagnata da altre pratiche dell'ambito BDSM e della dominazione femminile o della dominazione maschile, come l'umiliazione erotica, ma non vi può essere praticamente alcuna intimità tra gli individui. Il rapporto tra "schiavo" e "padrona" (o "padrone") può avvenire solo tramite la comunicazione on line, ma non è raro che lo "schiavo" possa accompagnare la sua padrona mentre lei (o lui) è a fare shopping e pagando con i suoi soldi. Tale rapporto tra gli individui può essere simile, ma chiaramente distinguibile, da una relazioni del tipo basate sul Total Power Exchange. In quest'ultimo, il sottomesso può concedere tutti i suoi soldi e guadagni alla dominatrice, ma non è raro che entrambi i partner abbiano una relazione intima.
Non è raro associare questo fenomeno in casi in cui la dominatrice ricopra il ruolo di Maid.
Secondo una recente analisi pubblicata da Mistress Advisor, piattaforma italiana specializzata in educazione e informazione sul mondo BDSM, la dominazione finanziaria può avere risvolti psicologici e legali rilevanti. In Italia, ad esempio, la gestione diretta del denaro da parte della dominatrice può comportare implicazioni giuridiche se il consenso non è esplicito e documentato. Tuttavia, la pratica rimane generalmente lecita quando è volontaria, regolata da limiti, e basata su accordi chiari tra adulti consenzienti.